# Es Sénia
Es Sénia ou السانية (La Senia durante a colonização francesa), é uma cidade da Província de Orã, na Argélia, capital da Daira. É a sede do Distrito de Es Sénia. Separada de Orã por quilômetros de terrenos baldios na década de 1970, Es Sénia está ligado à cidade pela urbanização contínua, é parte integrante da cidade de Oran e conta (2010 estimativa) 46.182 pessoas.
Es Sénia ou Es Senia também por escrito, ou por vezes Senia ou sotaque Sénia. Depende da tradução da palavra árabe.
Verifica-se que em Es Sénia esta localizada a Universidade de Orã e o Aeroporto Internacional de Orã, com uma pista de 3000 m e acolhedor voos para Paris, Lyon, Genebra, Jeddah, bem como para muitas cidades da Argélia como Argel, Adrar e Tamanrasset.